# Opoku Ware II.

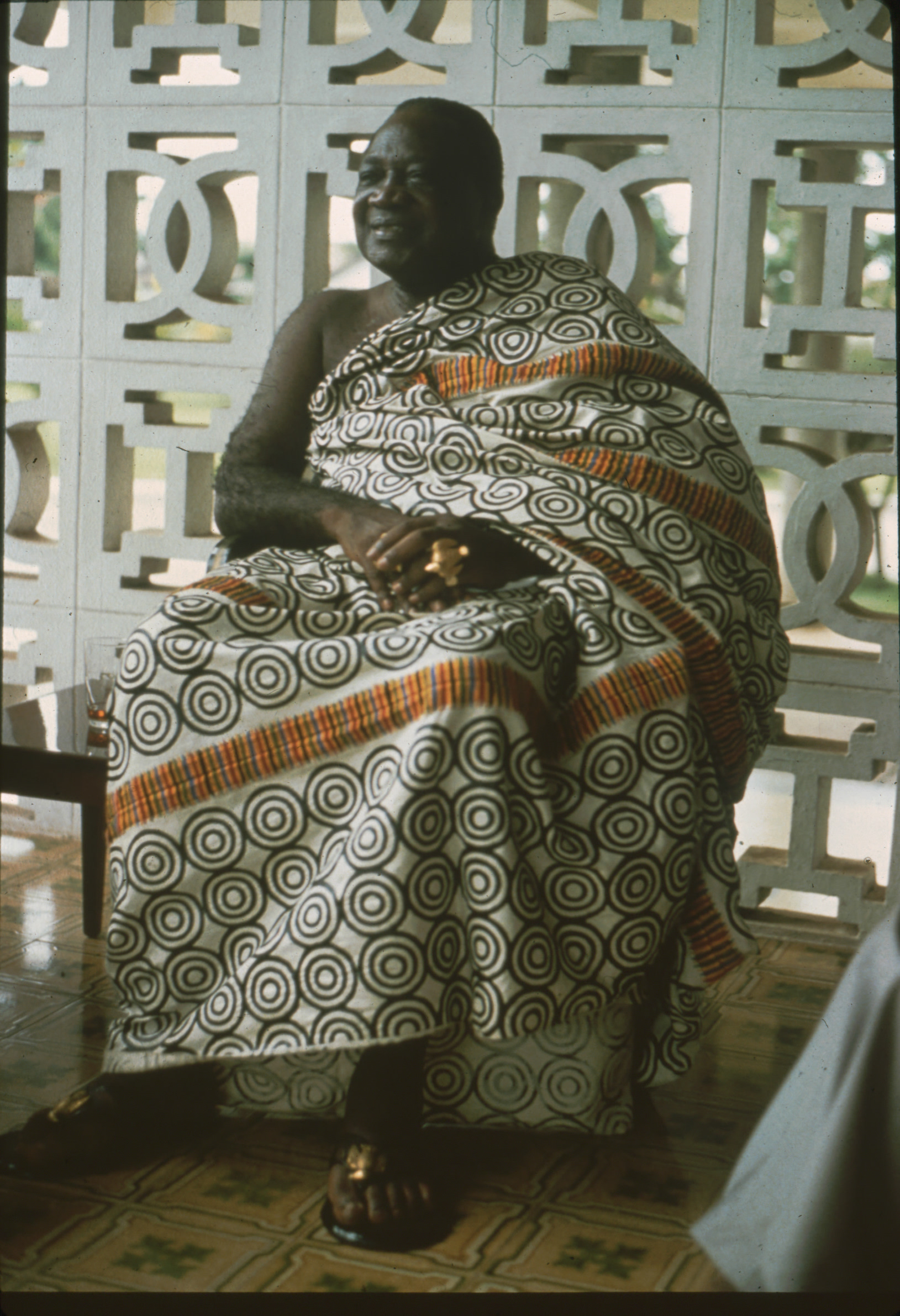
Otomfu Opoku Ware II. während einer Audienz im Jahr 1980

Otumfuo Opoku Ware II. (* 30. November 1919 in Kumasi, Ghana; † 26. Februar 1999 ebenda) war der 15. Asantehene, also Herrscher, des Königreichs der Aschanti in Ghana.

## Werdegang
Der zukünftige Herrscher wurde 1919 mit dem Namen Jacob Matthew Poku in Kumasi, Zentralghana, in der damals noch britischen Kolonie Goldküste in eine königliche Familie der Aschanti geboren. Zu diesem Zeitpunkt war Prempeh I. Asantehene, dem 1931 sein Neffe Prempeh II. nachfolgte. Prempeh II. wiederum war der Onkel von Opoku Ware II. Damit war Jacob Matthew Poku einer von mehreren Nachfolgekandidaten für das Amt des Asantehene, unter denen die Königinmutter oder Nana Asantehemaa auszuwählen hatte. Nach dem Besuch einer anglikanischen Schule besuchte Poku das Adisadel College in Cape Coast. Anschließend arbeitete er als Bauinspektor und von 1937 bis 1943 für das Amt für öffentliche Bauten.
Er durchlief eine Ausbildung als Vermesser und arbeitete an der Kumasi Traditional Council Hall und der Kwame Nkrumah University. 1945 heiratete er Victoria, die ebenfalls Mitglied der königlichen Familie war. 1950 ging er nach Großbritannien, um Recht zu studieren und erhielt 1962 eine Zulassung als Rechtsanwalt. Nach der Rückkehr in sein Heimatland arbeitete er zuerst in der Hauptstadt Accra und gründete schließlich eine Firma in Kumasi, der Hauptstadt des Aschantigebietes. Aufgrund seines Erfolges als Anwalt errang Poku großen Respekt innerhalb der Politik des Aschantigebietes. 1968 ernannte ihn der National Liberation Council der Militärregierung zum Commissioner of Communications.
1970 wurde er zum ghanaischen Botschafter in Italien ernannt, kurz darauf jedoch starb sein Onkel, der Asantehene Prempeh II. Aufgrund seiner Erfolge in den Bereichen des Rechts und der Politik wurde er als Nachfolger seines Onkels ausgewählt und als Asantehene inthronisiert. Als König pflegte Opoku Ware II. gute Beziehungen zum ghanaischen Präsidenten Ignatius Kutu Acheampong und später auch zum nächsten Präsidenten Jerry Rawlings. Er konzentrierte sich eher auf den Versuch, das traditionelle Recht der Aschanti durchzusetzen, als sich in die nationale Politik einzumischen. Ähnlich wie seine Vorgänger erschien er selten in der Öffentlichkeit und wurde üblicherweise durch einen Sprecher repräsentiert. Wenn er in der Öffentlichkeit erschien, war er, wie es die Tradition gebot, in Gold und edlen Kente-Stoff gekleidet.
1995 oder 1996 starb seine Frau Victoria. Am 26. Februar 1999 starb er selbst. Sein Nachfolger wurde nach einer Trauerperiode am 26. April  Osei Tutu II.